# Det borde finnas regler
För filmen som bygger på boken, se Det borde finnas regler (film).
Det borde finnas regler är en barn- och ungdomsroman av den svenska författaren Lina Arvidsson, utgiven första gången 2012 på förlaget Gilla Böcker. Boken är hennes debut.
Romanen filmatiserades 2015 i regi av Linda-Maria Birbeck. Den utkom samma år också i nyutgåva.

## Handling
Mia bor i den tråkigaste hålan i världen. Två bra saker finns dock där: Mirjam och Karl. Mirjam är den som får saker att hända och Karl är Mias kompis sedan länge. När Mirjam inleder en relation med den 25 år äldre Per tycker Mia och Karl att de inte bara tyst kan titta på. Men vad kan de egentligen göra åt saken? På en fest möter Mia Vlad och hennes liv tar en ny vändning.